# Contea di Steuben (New York)
La contea di Steuben (in inglese Steuben County), è una contea situata nell'area sud-occidentale dello Stato di New York negli Stati Uniti. Il capoluogo di contea è Bath.

## Geografia fisica
La contea si trova nel sud-ovest dello Stato, al confine con la Pennsylvania. Il territorio è prevalentemente montuoso e raggiunge i 732 metri di elevazione massima con la Call Hill situata a occidente. Il fiume Cohocton scorre da nord-ovest verso sud-est. Riceve da nord-est gli affluenti: Fivemile Creek, Mud Creek e Meads Creek. A Painted Post riceve da sud-ovest il fiume Tioga e dalla loro confluenza ha origine il fiume Chemung.
Il Chemung riceve da nord il Post Creek e scorre verso la foce nel fiume Susquehanna. Il fiume Tioga scorre prevalentemente verso nord e riceve da occidente il Canisteo ed il Tuscarora Creek. Al confine nord-orientale è situato il lago Keuka il cui ramo meridionale è situato completamente nel territorio della contea. Lungo il Keuka ci sono diverse cantine.
Il capoluogo di contea è la cittadina di Bath posta sul fiume Cohacton nell'area centro-settentrionale. La maggiore città della contea è la città industriale di Corning che è posta a sud-est.

### Contee confinanti
- Contea di Ontario - nord
- Contea di Yates - nord est
- Contea di Schuyler - est
- Contea di Chemung - est
- Contea di Tioga (Pennsylvania) - sud
- Contea di Potter (Pennsylvania) - sud ovest
- Contea di Allegany - ovest
- Contea di Livingston - nord ovest

## Storia
I primi abitanti del territorio della contea furono i nativi irochesi. Quando furono istituite le Provincia di New York nel 1683, l'area dell'attuale contea faceva parte della contea di Albany. La contea fu istituita nel 1796, separandone il territorio da quello della contea di Ontario. Fu chiamata così in onore del generale tedesco Friedrich Wilhelm von Steuben che combatté con gli americani durante la guerra di indipendenza.
Il territorio della contea era molto più esteso di quello attuale e la popolazione era di 890 abitanti. Nel 1823 ne venne separato una parte con cui sarebbe stata costituita la contea di Yates e nel 1854 ne venne separata una porzione che avrebbe costituito la contea di Schuyler.
Corning ebbe lo status di città nel 1890. È stata fin dal XIX secolo uno dei maggiori centri al mondo nella ricerca e della produzione dell'industria del vetro e dei suoi derivati. La città di Hornell si sviluppò come un importante nodo ferroviario e grazie alle sue officine ferroviarie.

## Comuni
| - Addison - town - Almond - village - Arkport - village - Avoca - town - Bath (capoluogo) - town - Bradford - town - Cameron - town - Campbell - town - Canisteo - town - Caton - town - Cohocton - town - Corning - city - Dansville - town - Erwin - town | - Fremont - town - Greenwood - town - Gang Mills - cdp - Hammondsport - village - Hartsville - town - Hornby - town - Hornell - city - Hornellsville - town - Howard - town - Jasper - town - Lindley - town - North Hornell - village - Painted Post - village - Prattsburgh - town - Pulteney - town | - Rathbone - town - Riverside - village - Savona - village - South Corning - village - Thurston - town - Troupsburg - town - Tuscarora - town - Urbana - town - Wayland - town - Wayne - town - West Union - town - Wheeler - town - Woodhull - town |